# ヌカボシソウ
ヌカボシソウ Luzula plumosa E. Mey. はイグサ科の植物の1つ。スズメノヤリに似ているが、花が頭状に集まらないでばらばらにつく。

## 特徴

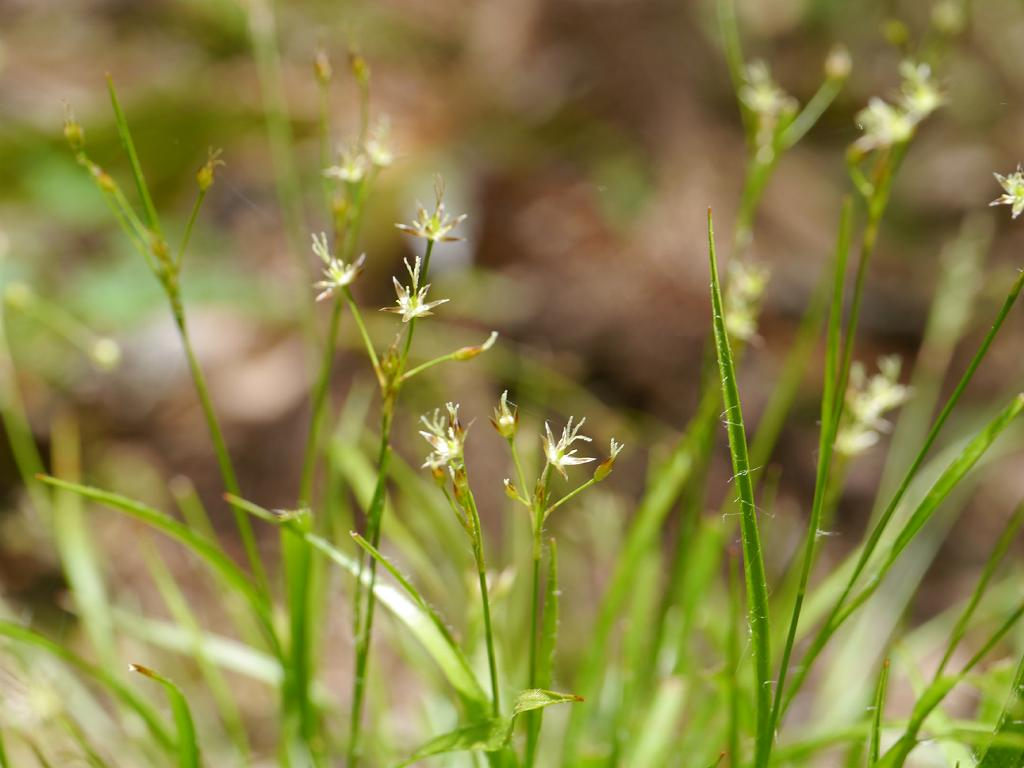
開花中のもの
6枚の花被片が見える

花茎以外に茎を伸ばさない多年生の草本。根出葉は線形で長さ15cm、幅3-5mmで縁には白い毛がある。葉の先端は硬質化していて棍棒状になっている。
花は4-5月に咲く。花茎は高さ15-25cm、茎には2-3個の茎葉があり、根出葉に似るがより短くて幅も狭い。また茎葉は基部でもっとも幅広くなっている。
花は細い花柄の上に単独でつく。花柄は細いが垂れ下がらない。花の基部にある小苞は花の約半分の長さで縁には毛がある。花被片は披針形で先端は鋭く尖っており、色は淡褐色をしているが、縁は膜質で淡緑色をしている。雄蕊は6本あって花被片よりやや短く、約は線形で花糸と同長かやや長くなっている。蒴果は円錐形で花被片より長くて長さ3-4mm、黄褐色で光沢がある。種子は広楕円形で長さが1.6mm程度、種子と同じ長さの種枕がある。ただ蒴果や種枕の大きさ、種子の形などには変異が多いとのこと。
和名の意味は糠星草で、黄色っぽく見える花がばらばらに咲くのを糠の星と例えたものである。

## 分布と生育環境
日本では北海道から九州まで、国外では中国、インド、ネパール、ブータンに分布する。
山野の草地に生える。ごく普通種である。

## 下位分類
クロボシソウ subsp. dilatata Z. Kaplan は本種の亜種とされている。根出葉の幅が1cm以上とやや幅広く、花被が濃赤褐色になることで区別される。また走出茎を出して群落を形成する点も異なる。本州、四国、九州の山地に生育する。なおこの亜種は佐竹他(1982)では別種として扱われ、L. rufescrns Fisch. の学名が当てられている。

## 近縁種など
本種の所属するスズメノヤリ属は世界に115種があり、日本からは11種ほどが知られる。
その中で本種の特徴は花が花柄に単独で、つまりばらばらにつくこと、葉の先端が硬質化していること、花柄の葉が三角状、花柄が垂れ下がらないことなどで、それらによって他種と区別できる。花がばらばらにつくものにはミヤマヌカボシソウ L. jimboi やコゴメヌカボシ L. piperi などがあるが、おおむね高山のものである。本種のような低地に出るものはスズメノヤリ L. capitata やヤマスズメノヒエ L. multiflora などある程度以上花が集まってつくので、本種は比較的判別しやすい。